# V459 Андромеды
V459 Андромеды (лат. V459 Andromedae) — одиночная переменная звезда в созвездии Андромеды на расстоянии (вычисленном из значения параллакса) приблизительно 24728 световых лет (около 7582 парсеков) от Солнца. Видимая звёздная величина звезды — от менее +13,8m до +10,8m.

## Характеристики
V459 Андромеды — красный гигант, пульсирующая переменная звезда, мирида (M) спектрального класса M4-M5. Эффективная температура — около 3286 K.